# Luis Miguel Ramis
Luis Miguel Ramis Monfort (Tarragona, España, 25 de julio de 1970), más conocido como Ramis, es un exfutbolista y entrenador español, que en la actualidad dirige al Burgos C.F. de la Segunda División de España.

## Trayectoria

### Como jugador
Ramis se formó en el Club Gimnàstic de su Tarragona natal, hasta que en 1991 fichó por el Real Madrid. En la campaña 1992-93, cuando militaba en Segunda División con el filial madridista, fue ascendido al primer equipo por Benito Floro. El técnico asturiano le hizo debutar en Primera División el 6 de diciembre de 1992, en un derbi contra el Rayo Vallecano, que jugó íntegramente. En total, esa temporada disputó siete partidos ligueros y, a pesar de no ser un titular habitual, tuvo la oportunidad de jugar algunos minutos de la final de Copa en la que los blancos se impusieron al Real Zaragoza.
En la temporada 1993-94 Ramis tuvo mayor protagonismo en el equipo, participando en 17 partidos de liga en los que anotó un gol (contra el Celta de Vigo). Así mismo, jugó algunos minutos de la final de la Supercopa de ese año, que los madrileños conquistaron tras superar al campeón de Liga, el F. C. Barcelona.
A pesar de su progresión, el verano de 1993 fue traspasado al CD Tenerife, como parte del pago por el fichaje de Fernando Redondo. En Tenerife tuvo la oportunidad de consolidarse como titular, jugando 60 partidos en dos temporadas, en las que anotó cuatro goles. Contribuyó, además, a la clasificación de su equipo para la Copa de la UEFA, tras el histórico quinto puesto logrado la campaña 1995/96.
El verano de 1996 el Real Madrid, ejecutando una opción de compra, repescó al jugador tarraconense, utilizándolo como moneda de cambio para abaratar el fichaje de Davor Šuker del Sevilla F. C.. En el club andaluz permaneció un año, en el que jugó 39 partidos y marcó un gol. La temporada finalizó con el descenso a Segunda, y el verano de 1997 Ramis se incorporó a las filas del Deportivo de La Coruña. Su estancia en el club gallego estuvo marcada por las lesiones -especialmente una rotura del ligamento y del peroné-, por lo que apenas dispuso minutos de juego. Pese a todo, fue uno de los integrantes de la plantilla que consiguió el histórico título liguero del año 2000, el primero para el club herculino. La siguiente temporada, al no gozar de oportunidades, fue cedido en el mercado de invierno al Racing de Santander.
Tras expirar su contrato con el Depor, la temporada 2001-02 regresó al club de sus orígenes, el Gimnàstic de Tarragona, por entonces en Segunda División, aunque abandonó el club tras el descenso de categoría. En diciembre de 2002, durante el mercado de invierno, se incorporó al Racing de Ferrol, también en la categoría de plata, donde permaneció el resto de la temporada 2002-03, que nuevamente finalizó con el descenso a Segunda B.
Luego pasó por varios clubes madrileños de la Tercera División: San Sebastián de los Reyes (con el que no llegó a debutar en partido oficial), Pegaso Tres Cantos y Club Deportivo Cobeña, donde se retiró en 2006, tras lograr un histórico ascenso a la Segunda División B de España.

### Como entrenador
Tras colgar las botas, la temporada 2006-07 fue segundo entrenador del Juvenil A del Real Madrid. La siguiente temporada debutó como primer entrenador, dirigiendo al equipo cadete madridista. 
En enero de 2016, tras el ascenso de Zinedine Zidane al primer equipo del Real Madrid, Ramis se convertiría en el entrenador del Real Madrid Castilla. Al término de la temporada 2015-16, y tras no conseguir el ascenso a la Segunda División de España pese a sus buenos resultados, es relevado en el banquillo por el también exmadridista Santiago Solari.
El 15 de marzo de 2017 firmó como entrenador de la U. D. Almería para intentar sacar al equipo andaluz de los puestos de descenso a Segunda B tras la destitución de Fernando Soriano unas semanas antes. Finalmente, logró el objetivo de mantener al equipo rojiblanco en la categoría de plata y renovó su contrato por un año más. El 12 de noviembre de 2017, tras disputarse 14 jornadas de competición y encadenar 8 partidos sin ganar, fue destituido como entrenador de la U.D. Almería.
El 24 de junio de 2018 el Albacete Balompié apostó por él como nuevo técnico. Desde el primer momento mostró una idea de fútbol vistoso y combinativo, lo que hizo que el 'Alba' se instalase desde las primeras jornadas en la parte alta de la clasificación, proclamándose 'subcampeón de invierno' a un solo punto del líder, siendo entonces el equipo menos derrotado de la categoría (solo 2) y encadenando 12 partidos consecutivos sin perder. El 27 de marzo de 2019 renovó su contrato con el club por dos temporadas más, quedando vinculado hasta junio de 2021, antes de terminar el campeonato en 4.ª posición. Sin embargo, el 3 de febrero de 2020, después de una pésima racha del 'Alba' en la que sólo sumó 6 puntos de 36 posibles, el conjunto manchego anunciaba su destitución como entrenador del primer equipo.
El 24 de noviembre de 2020, fue presentado como nuevo técnico del C. D. Tenerife. Se hizo cargo del equipo insular cuando ocupaba la 17.ª posición de la clasificación tras 14 jornadas de Liga y lo dejó 14.º al término del campeonato. Al año siguiente, obtuvo el 5.º puesto en la Liga regular y logró llegar hasta la final de la promoción de ascenso a Primera División, pero fue derrotado por el Girona. El 22 de abril de 2023, anunció que abandonaría el club insular a finales de temporada, acabando como 10.º clasificado al término de la Liga.
El 6 de noviembre de 2023, se convirtió en el nuevo entrenador del R. C. D. Espanyol. El 12 de marzo de 2024, tras sólo 16 partidos oficiales, fue destituido como entrenador del conjunto barcelonés.
El 31 de octubre de 2024, fue confirmado como nuevo técnico del Burgos CF.

## Clubes

### Como jugador
| Club                     | País   | Año       |
| ------------------------ | ------ | --------- |
| Gimnàstic de Tarragona   | España | 1989-1991 |
| Real Madrid B            | España | 1991-1993 |
| Real Madrid              | España | 1992-1994 |
| C. D. Tenerife           | España | 1994-1996 |
| Sevilla F. C.            | España | 1996-1997 |
| Deportivo de La Coruña   | España | 1997-2001 |
| Racing de Santander      | España | 2001      |
| Gimnàstic de Tarragona   | España | 2001-2002 |
| Racing Club de Ferrol    | España | 2002-2003 |
| U. D. S. S. de los Reyes | España | 2003-2004 |
| C. D. Pegaso Tres Cantos | España | 2004-2005 |
| C. D. Cobeña             | España | 2005-2006 |

### Como entrenador
- Actualizado a 10 de marzo de 2024 [18]

| Club                 | País   | Año       | P   | PG | PE | PP | % ptos. |
| -------------------- | ------ | --------- | --- | -- | -- | -- | ------- |
| Real Madrid Juvenil  | España | 2014-2015 |     |    |    |    |         |
| Real Madrid Castilla | España | 2016      | 23  | 14 | 2  | 7  | 60.87   |
| U. D. Almería        | España | 2017      | 28  | 10 | 4  | 14 | 35.71   |
| Albacete Balompié    | España | 2018-2020 | 72  | 29 | 19 | 24 | 40.28   |
| C. D. Tenerife       | España | 2020-2023 | 124 | 50 | 34 | 40 | 40.32   |
| R. C. D. Espanyol    | España | 2023-2024 | 16  | 6  | 7  | 3  | 37.5    |
| Burgos C. F.         | España | 2024-     |     |    |    |    |         |

## Palmarés como jugador

### Campeonatos nacionales
| Título              | Club                   | País   | Año  |
| ------------------- | ---------------------- | ------ | ---- |
| Copa del Rey        | Real Madrid            | España | 1993 |
| Supercopa de España | Real Madrid            | España | 1993 |
| Copa Iberoamericana | Real Madrid            | España | 1994 |
| Liga                | Deportivo de La Coruña | España | 2000 |
| Supercopa de España | Deportivo de La Coruña | España | 2000 |